# Lichtenberger Brücke
Die Lichtenberger Brücke ist eine achtspurige Straßenbrücke in Berlin im Zuge der Bundesstraßen B 1/B 5 und überquert auf rund 137 Meter Länge einen großen Gleisbereich der Eisenbahn am Bahnhof Lichtenberg.

## Erste Eisenfachwerk-Brücke

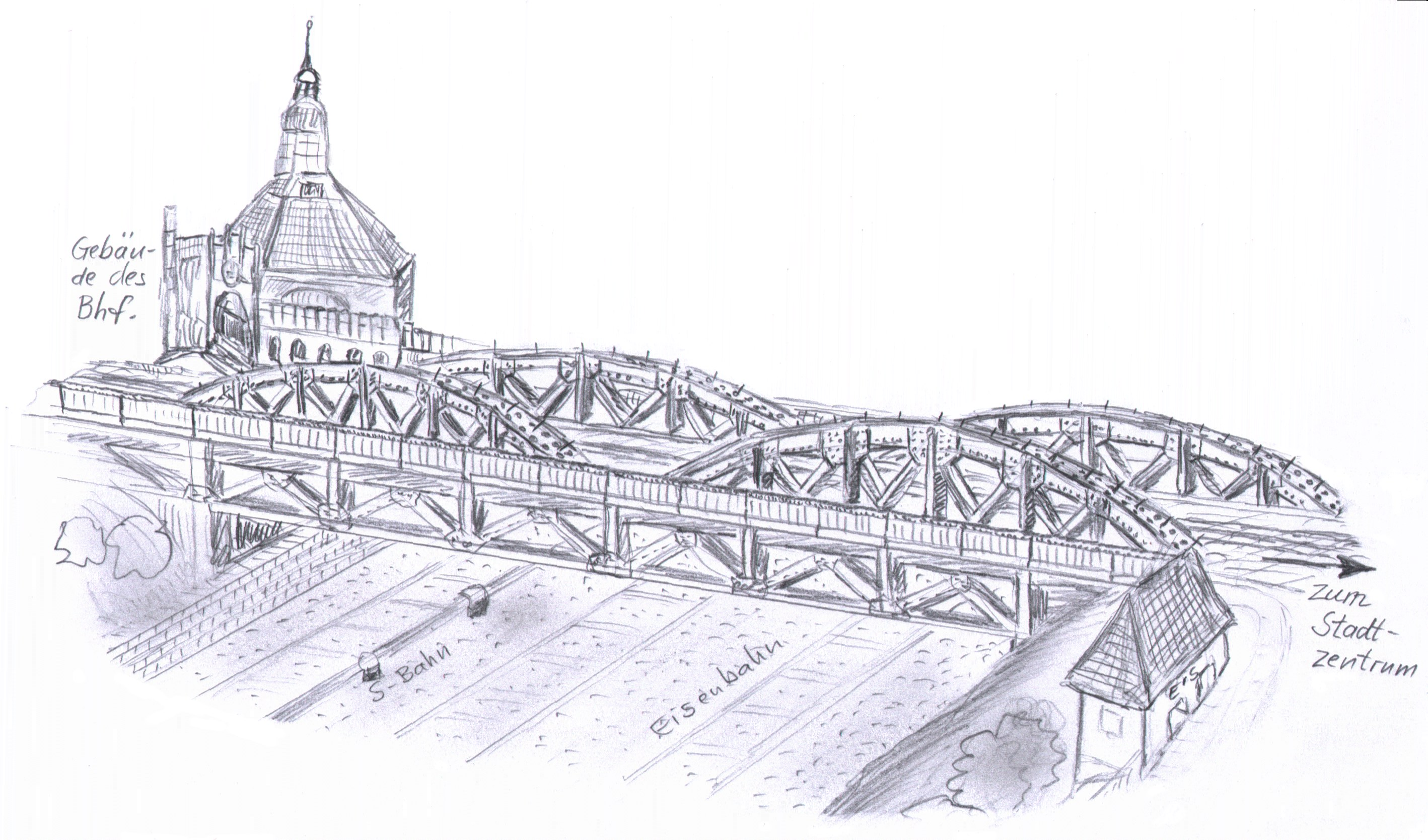
Skizze der Lichtenberger Brücke
etwa im Jahr 1965

Um das Jahr 1870 war der Bau einer Brücke über die ersten Eisenbahnanlagen (preußische Ostbahn und Rangierbahnhof Lichtenberg) zwecks eines kreuzungsfreien Verkehrs mit den Fahrstraßen erforderlich. Zur damaligen Zeit hatten sich eiserne Bogenkonstruktionen bewährt und so errichtete man aus je zwei eisernen Bogensegmenten mit Eisenfachwerk, zusammengehalten durch tausende Niete, eine etwa 50 Meter lange und 15,80 Meter breite Brücke (davon 11 Meter Breite für die Fahrbahn, die anfänglich mit großen Pflastersteinen belegt war). Über diese Brücke wurde der Verkehr der Fernstraße 1 geführt, mit dem Aufkommen der elektrischen Straßenbahnen in Berlin später auch die Straßenbahnlinie 69 und nach dem Zweiten Weltkrieg die Obuslinie 30. Direkt auf der Brücke gab es zwei Autospuren je Richtung und je ein Gleis für die Straßenbahn.
1913 erfolgte eine erste Gehwegverbreiterung, um 1930 dann eine umfassende Rekonstruktion mit beiderseitiger Verlängerung der Brücke durch verstärkte Stahlträgerkonstruktionen und Ziegelstützwerk.
Der Zugang zum S- und Fernbahnhof Lichtenberg war entweder von der Wenddorf- beziehungsweise Weitlingstraße durch ein tunnelartiges Zwischengeschoss vom U-Bahneingang oder über einen gesonderten Eingangsbau am Ende der Brücke gegenüber der Skandinavischen Straße möglich. Die U-Bahn hatte beiderseits der Brücke gesonderte Zugänge.

## Historischer östlicher Bereich der Brücke

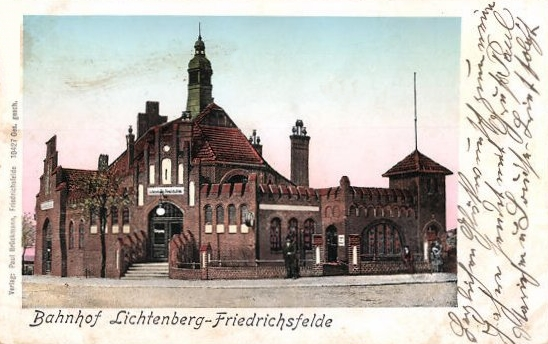
Am östlichen Rand der Brücke stehendes Bahnhofszugangsgebäude (s. a. obere Skizze)
(Handschrift am Rand: „Herzlichen Glückwunsch zum neuen Jahre sendet (senden) Paul, Mariechen und Louise (?). Brief folgt.“)

Auf der Südseite der Frankfurter Allee, direkt am Brückenbeginn, stand das alte Bahnhofshäuschen, das im neugotischen Backsteinstil gebaut war. Unterhalb des schräg abfallenden Fußgängerweges, der zum U-Bahneingang führte, standen einige dunkelrote Backsteinhäuser mit Dienstwohnungen für Eisenbahner. Mit dem Abriss der alten eisernen Brücke und dem Durchbruch für die Skandinavische Straße wurden sowohl das obere kleine Bahnhofsgebäude als auch die Eisenbahnerhäuser abgetragen.
Auf der Nordseite des Brückenbeginns stieß die Skandinavische Straße direkt auf die Brücke an der Frankfurter Allee, in welcher einige kleine Geschäfte ansässig waren, u. a. ein Laden, der frische Fische in einem großen Glasbecken im Schaufenster präsentierte sowie ein Fotografen-Atelier, genannt „Foto-Fischer“. – Die alten Wohnhäuser aus dieser Zeit stehen noch, erscheinen jedoch gegenüber dem neuen höher gelegten Straßenniveau abgesenkt. Am Mietshaus der Skandinavischen Straße, dessen Giebel der Brücke zugewandt ist, befindet sich das große Wandgemälde des nicaraguanischen Künstlers Manuel García Moia.

## Historischer westlicher Bereich der Brücke
Auf der Südseite folgt eine Verbreiterung der Gleisanlagen, weil es hier einen Rangierbahnhof gab, zu Beginn der Eisenbahnzeit auch Lokschuppen sowie Kohlenbunker und Wasseranlagen. Daran schließt sich das Gelände der Deutschen Bahn AG und der Deutschen Post AG (bis hinter die Buchberger Straße) an.
Nördlich dieses Brückenendes stand am Brückenpfeiler ein kleiner Kiosk, in welchem im Sommer Softeis angeboten wurde, „Eis-Wibo“ war am Giebel zu lesen. Dann folgten drei- bis viergeschossige Wohnbauten mit zahlreichen Einkaufsmöglichkeiten auf nur wenigen Metern der Frankfurter Allee, zum Beispiel ein Café, ein Schuhladen, zwei Schmuck- und Uhrenhandlungen, ein Lebensmittelgeschäft und ein Kaufhaus (die beschriebenen Gebäude bestehen noch, die Geschäfte haben sich natürlich geändert). Nach der Einmündung der Siegfriedstraße gab es dann über die Hubertusstraße eine Zufahrt zum Städtischen Oskar-Ziethen-Krankenhaus (heute Sana-Klinikum, Eingang auf die Fanningerstraße verlegt) und den Zugang zu einem vielgenutzten Städtischen Wannen- und Hallenbad, dem Stadtbad Lichtenberg, auch Hubertus-Bad genannt (seit einigen Jahren geschlossen).

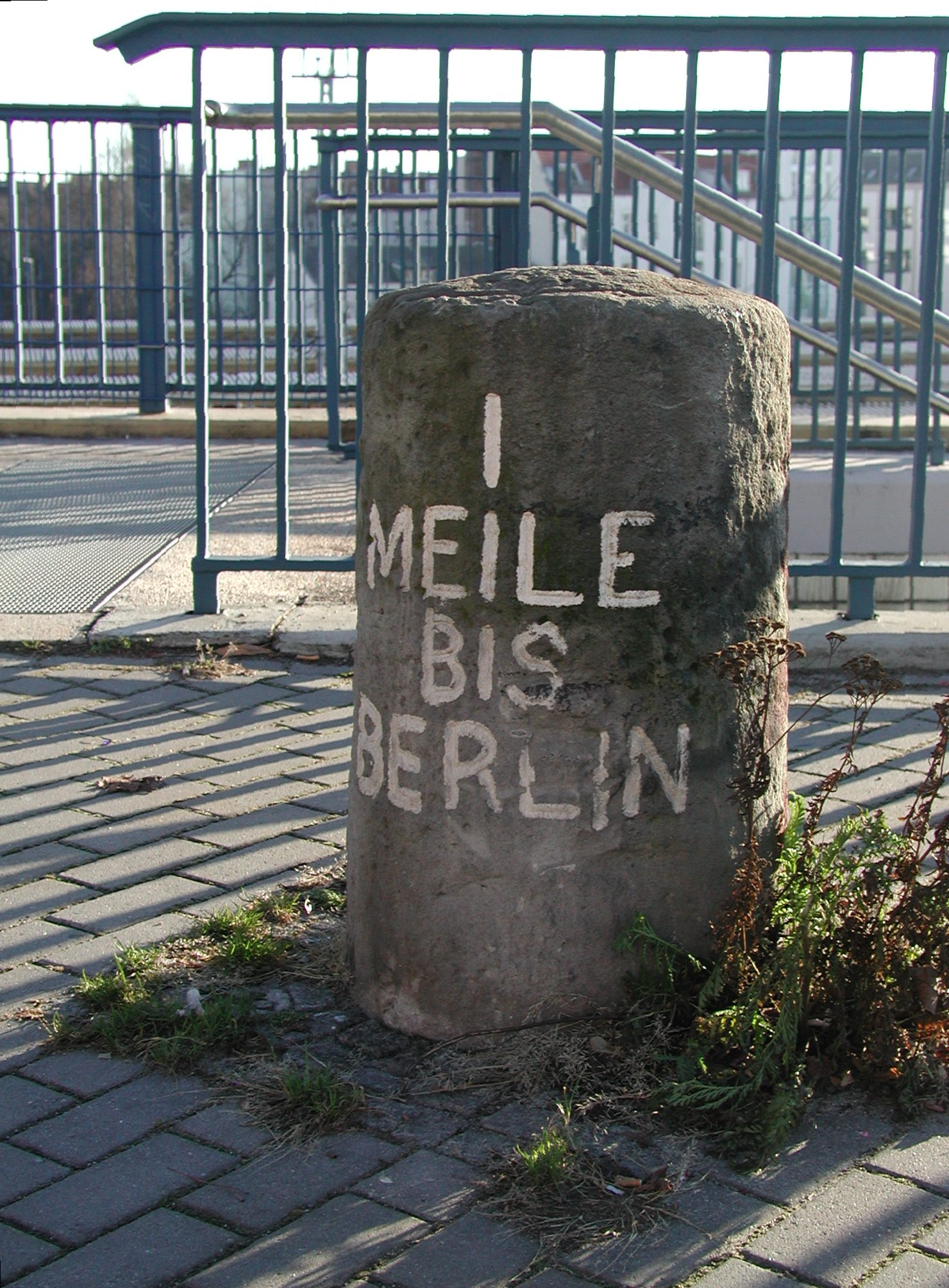
Historischer Meilenstein an der Brücke

Beim Bau der neuen Brücke wurde ein historischer Meilenstein an die Zufahrt (stadtauswärts) versetzt, der genau an der zum Bahnhof führenden Treppe steht.

## Planungen und Baubeginn für eine neue Brücke
Die alte Eisen-Brücke wurde durch den rasant wachsenden Verkehr bald zu einem ausgesprochenen Nadelöhr, von 1968 bis 1970 wurden deshalb Planungen für den Neubau einer großzügigen und mehrspurigen Brücke vorgenommen. Zusammen mit dem ebenfalls geplanten Autotunnel unter der Straßenkreuzung Am Tierpark/Straße der Befreiung (heute wieder Alt-Friedrichsfelde) war dies ein Teil der sogenannten Ostradiale und trug gemäß dem Berliner Volkswirtschaftsplan 1970 den Namen Verkehrslösung Lichtenberg. 
1972/73 begannen die Arbeiten für die neue Brücke, ohne die alte Brücke abzureißen, weil der gesamte Straßenzug mehr südlich verlegt werden musste. Gleichzeitig wurde auch der Zugang zum Bahnhof Lichtenberg verändert, das heißt, das separate Eingangsgebäude wurde abgetragen und eine Absenkung der Skandinavischen Straße vorgenommen, die unter dem östlichen Abschnitt der neuen wesentlich längeren Brücke hindurch geführt werden konnte und in die ehemalige Wenddorfstraße einmündet. Die so entstandene Verlängerung der neuen Lichtenberger Brücke heißt Skandinavische Brücke. Die Skandinavische Straße erhielt dafür eigene Brückenauflieger, die beim Fahren oder Laufen über beide Brücken durch die Metallabdeckungen deutlich erkennbar sind. 
Ausgeführt wurden die Bauarbeiten gemeinsam vom Tiefbaukombinat Berlin und dem VEB Autobahnbaukombinat, Betriebsteil Magdeburg, insgesamt kamen etwa 400 Spezialisten zum Einsatz.

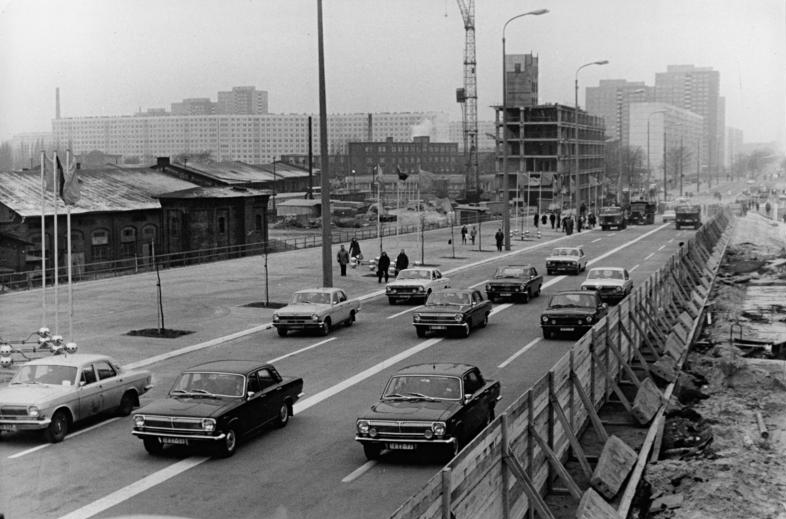
Nordteil der neuen Lichtenberger Brücke, 1975

## Neue Stahlbetonkonstruktion

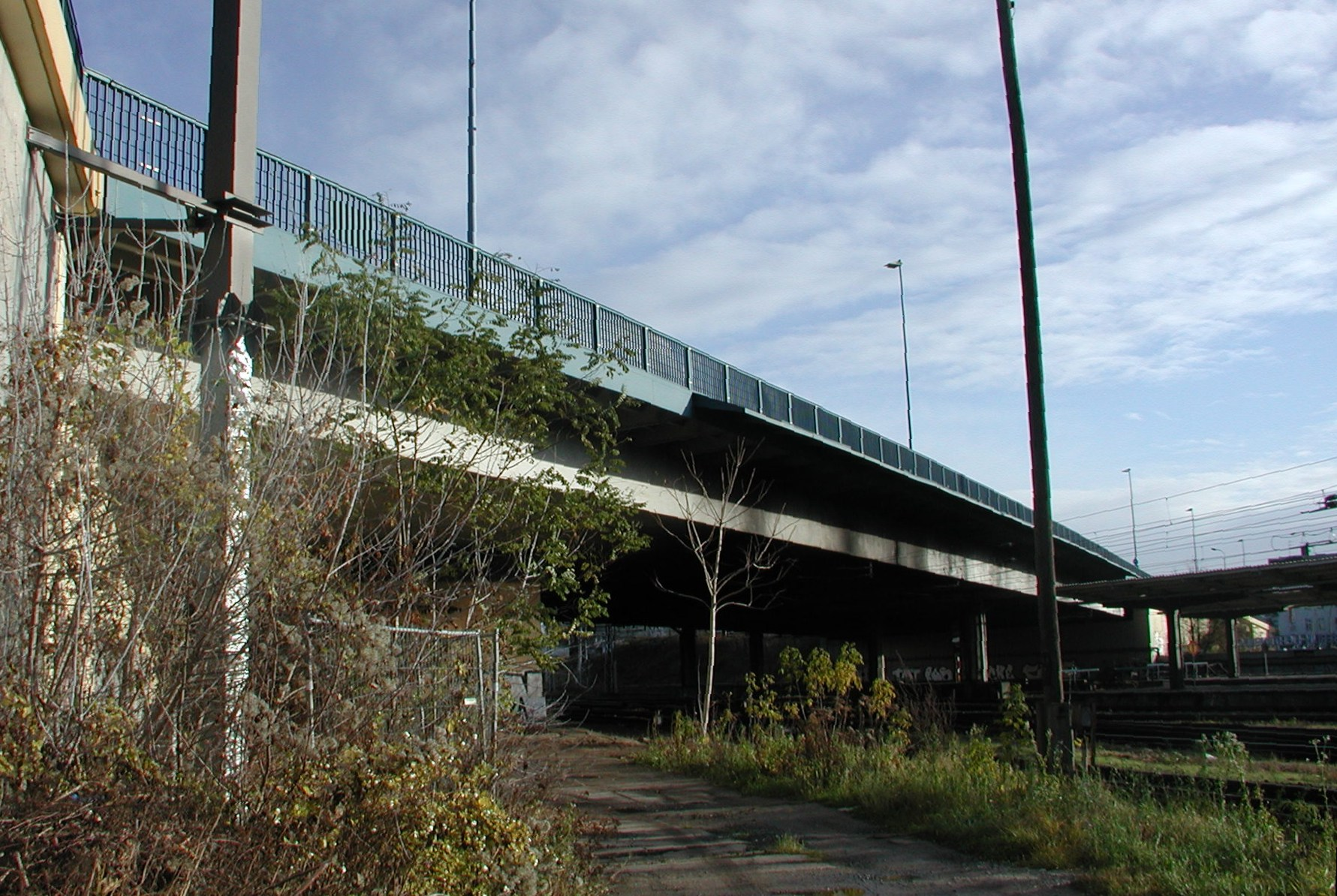
Lichtenberger Brücke im Winter 2007, von Süden

Die neue Brücke wurde aus Stahl und Beton mittels Trägern und fünf geschlossenen Hohlkästen gefertigt und mit einer stählernen Leichtfahrbahnkonstruktion versehen, sie besteht aus zwei separaten Teilen. Die Brückenlasten wurden außer auf den Widerlagern auch auf dem U-Bahn-Tunnel abgestützt, wofür dieser speziell verstärkt wurde. Die Brücke weist nun in jeder Fahrtrichtung vier Fahrstreifen (davon einen Busfahrstreifen) auf, ist 42 Meter breit und 130 bzw. 143 Meter lang (unterschiedliche Längen, weil sie schräg über die Bahnanlagen führt). Beiderseits gibt es je 4,7 Meter breite Gehwege. 
Die Straßenbahnverbindung zwischen Siegfriedstraße und Alt-Friedrichsfelde wurde unterbrochen und der Straßenbahnverkehr seit November 1975 von der Herzbergstraße über Rhinstraße und Südliche Rhinstraßenbrücke zur Straße Am Tierpark geführt.
Die feierliche Übergabe des zuerst fertiggestellten südlichen Brückenteils an den Verkehr konnte am 19. Dezember 1975 erfolgen. Der Ausbau der zweiten, nördlichen Brückenhälfte dauerte noch bis zum 7. Oktober 1977. Im Dezember 1977 wurde begonnen, die alte Eisenfachwerk-Brücke, die bis dahin noch für die Fußgänger benutzt worden war, abzureißen. Nachdem die Brückenaufbauten vorsichtig abgetragen waren, erfolgte die Beseitigung der Unterbauten (Pfeiler und Widerlager) schließlich durch Sprengung.
Das Bezirksamt Lichtenberg gibt auf seiner Internetseite Bauzeiten zwischen 1978 und 1982 an, was für die eigentliche Brückenbauzeit falsch ist. Es kann aber dadurch erklärt werden, dass mit diesen Angaben die nachfolgenden Bauarbeiten wie die Fertigstellung aller Anschlussstraßen, die Errichtung des neuen Bahnhofsgebäudes, die Anbindung der Skandinavischen Straße an die Weitlingstraße sowie die Abtragung der alten Eisenkonstruktion gemeint sind.
Bald nach 1990 erwies sich die neue massive Brücke dem sprunghaft wachsenden Verkehr (eine grobe Zählung hatte rund 4.000 Autos pro Stunde und Fahrtrichtung ergeben) und vor allem den Schwerlastanforderungen im nun wiedervereinigten Berlin als nicht mehr gewachsen. Eine umfassende Sanierung (Schwerpunkte: Erneuerung und Umbau der Schutz- und Brückengeländer, Betonersatz- und Schutzmaßnahmen, Erneuerung aller Brückenlager, Erneuerung der Kammermauern, Stahlbauarbeiten mit Gesimserhöhung und Fahrbahnkantenänderung, Erneuerung der Entwässerungsleitungen, Korrosionsschutz Hohlkasten Nord, Abdichtung, Rissverpressung) mit einer Erneuerung des beiderseitigen anschließenden Straßenaufbaus wurde durch die Senatsbauverwaltung in Auftrag gegeben und in den Jahren 2001/2002 ausgeführt, die Kosten beliefen sich auf 7,4 Millionen Mark.